# Sarcophyton pulchellum
Sarcophyton pulchellum är en korallart som först beskrevs av Tixier-Durivault 1957.  Sarcophyton pulchellum ingår i släktet Sarcophyton och familjen läderkoraller. Inga underarter finns listade i Catalogue of Life.